# St. Nikolaus (Pullach)

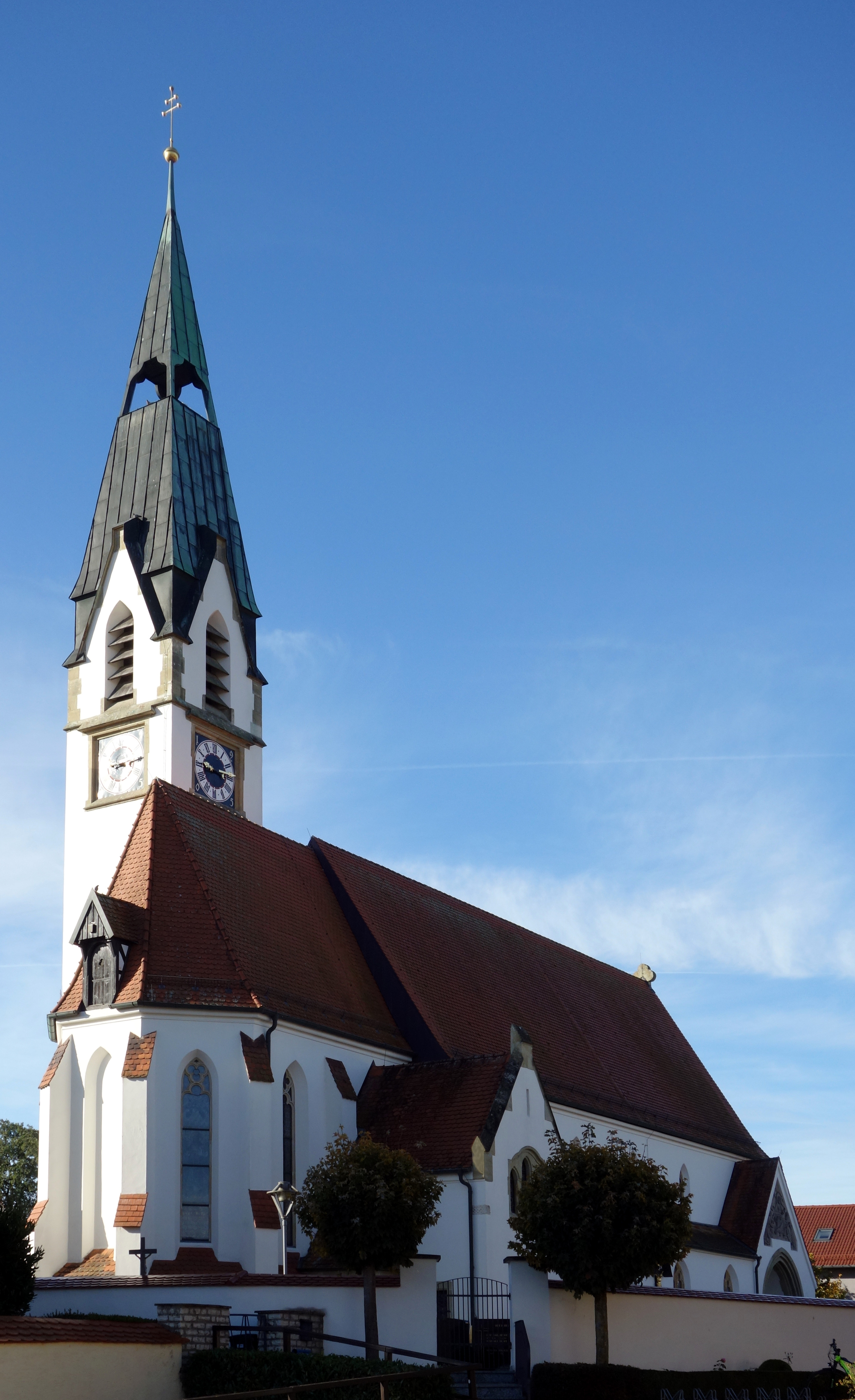
Die Pfarrkirche St. Nikolaus

Die römisch-katholische Kirche St. Nikolaus in Pullach ist eine denkmalgeschützte Pfarrkirche der Pfarreiengemeinschaft Abensberg-Pullach-Sandharlanden.

## Geschichte und Architektur
An der Stelle der heutigen Pfarrkirche stand bereits vorher eine Kirche, die ebenfalls dem hl. Nikolaus geweiht war. Es war ein einfacher Saalbau von zehn Metern Länge, sieben Metern Breite und eingezogenem Chor. 1764 war an der Westseite ein Turm mit Zwiebelhaube angebaut worden. Gleich nachdem im Dezember 1899 Alois Buechl (1856–1912) als neuer Pfarrer in Pullach installiert war, setzte er sich für einen Neubau einer größeren Kirche ein. Am 21. Januar 1900 wurde dazu ein Kirchenbauverein gegründet. Baumeister Magnus Wieser aus Kelheim erstellte einen ersten Entwurf und einen Kostenvoranschlag von 50.000 Mark. Jedoch lehnte der Baukunstausschuss der Regierung im Juni 1902 die Pläne ab und empfahl Heinrich Hauberrisser als Architekt. Hauberrisser entwarf eine dreischiffige Pfeilerbasilika im neugotischen Stil. Das Langhaus mit Sitzplätzen für 250 Personen hat fünf Achsen, eine Länge von 32 Metern und eine Breite von 13,5 Metern. Der eingezogene Chor mit 5⁄8-Schluss hat zwei Achsen. An der Südseite vom Chor ist der Turm, ohne Kreuz 39 Meter hoch und mit durchbrochenem Spitzhelm, und an der Nordseite die Sakristei angebaut. Im November 1903 erteilte die Regierung die Genehmigung zum Bau, nachdem die Finanzierung sichergestellt war. Im März 1905 wurde die alte Kirche abgebrochen und am 21. Mai 1905 wurde der Grundstein für die neue Kirche gelegt. Bereits am 3. Dezember 1905 konnte die Benedizierung vorgenommen und der erste Pfarrgottesdienst gefeiert werden. Am 8. Mai 1909 wurde die Kirche vom Regensburger Bischof Antonius von Henle geweiht.

## Ausstattung

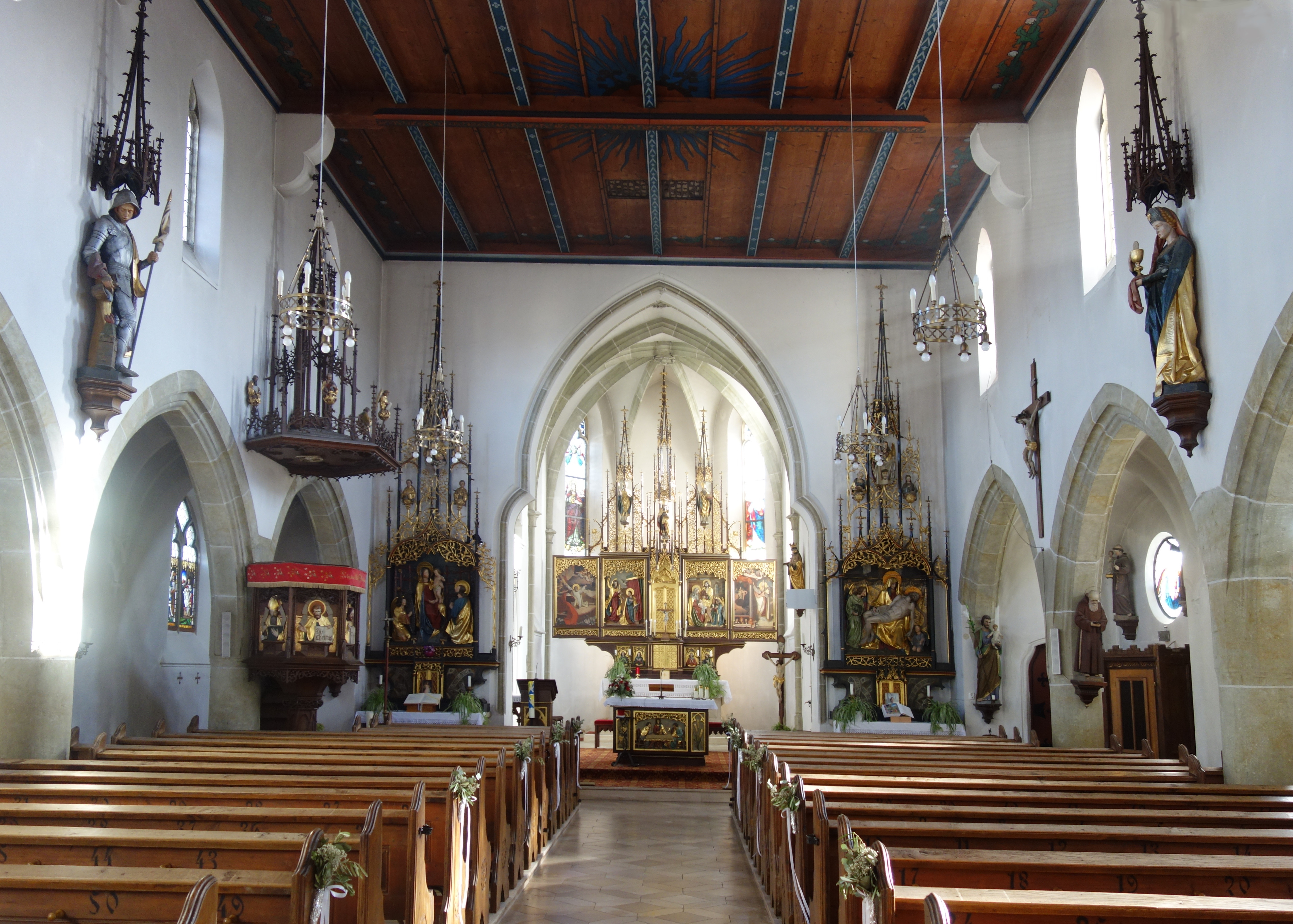
Blick auf den Altar

Der Hochaltar, die Seitenaltäre und die Kanzel wurden von Georg Schreiner (1871–1953) geschaffen. Auch die vier Heiligenfiguren an den Seitenwänden sind von ihm: links hl. Sebastian und hl. Florian, rechts hl. Katharina und hl. Barbara. Schreiner schuf auch das Denkmal für die Gefallenen des Ersten Weltkriegs mit der Patrona Bavariae, das am 4. Dezember 1919 am rückwärtigen nördlichen Spitzbogen aufgehängt wurde.

### Hochaltar
Der Hochaltar ist im Stil eines Flügelaltars aus dem 15. Jahrhundert gestaltet. Auf den Altarflügeln sind Szenen aus dem Leben des Hl. Nikolaus dargestellt. Die Gemälde stammen von Josef Altheimer. Der Volksaltar wurde 1991 aufgestellt.

### Seitenaltäre
Der linke Seitenaltar zeigt die Heilige Familie, im Altarauszug in der Mitte Gott-Vater, links der hl. Leonhard und rechts der hl. Aloisius, der Namenspatron von Pfarrer Alois Buechl, dem Bauherrn der Kirche. Auf dem rechten Seitenaltar ist ein Vesperbild und im Altarauszug links die hl. Elisabeth und rechts die hl. Notburga zu sehen. Diese Frauenfiguren sollten Vorbild sein und deswegen war in dieser Kirche, anders als sonst üblich, die Frauenseite rechts.

## Fenster
Die Bleiglasfenster wurden von der Hofglasmalerei Georg Schneider aus Regensburg hergestellt und von Familien aus Pullach und Umgebung gestiftet.
Im Chor ist von links nach rechts dargestellt: der hl. Jakobus, Herz-Jesu-Figur, Herz-Mariä-Figur und  die hl. Barbara. Die unteren Seitenfenster zeigen die 14 Kreuzwegstationen. In der Mitte der Orgelempore ist ein Rosenfenster mit der hl. Cäcilia. Die Fenster wurden am 24. April 1945 durch Artilleriebeschuss zerstört, aber nach dem Krieg wieder neu angefertigt.

## Orgel

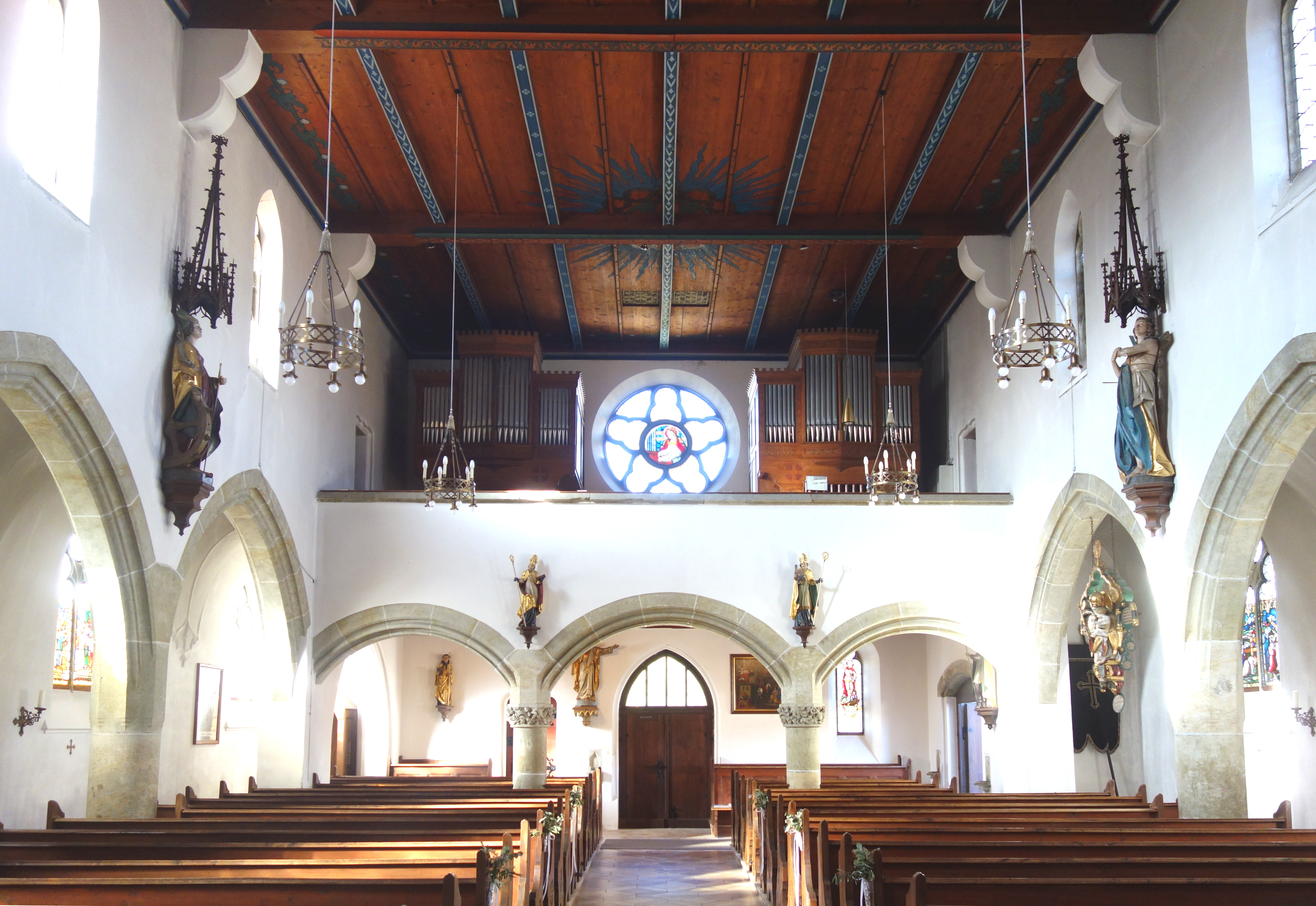
Die Ismayr-Orgel

Die erste Orgel wurde 1906 von Martin Binder & Sohn als op. 185 gebaut. Sie hatte zehn Register auf zwei Manualen und Pedal und pneumatische Kegelladen. In das Gehäuse baute Günter Ismayr 1982 ein neues Orgelwerk ein. Es hat jetzt 14 Register auf zwei Manualen und Pedal, Schleifladen, mechanische Spiel- und Registertraktur. Die Orgelweihe fand am 5. Dezember 1982 statt. Die Disposition, entworfen von Eberhard Kraus, lautet:
| I Hauptwerk C–g3 |    |
| Gedackt          | 8′ |
| Prinzipal        | 4′ |
| Blockflöte       | 4′ |
| Gemshörnlein     | 2′ |
| Mixtur III       | 1′ |

| II Schwellwerk C–g3 |      |
| Rohrflöte           | 8′   |
| Gambetta            | 4′   |
| Prinzipal           | 2′   |
| Hörnle III          |      |
| Scharffzimbel IV    | 1⁄2′ |

| Pedal C–f1   |          |
| Subbaß       | 16′      |
| Oktavbaß     | 8′       |
| Gedecktbaß   | 8′       |
| Choralbaß II | 4′+1 ⁄3′ |

- Koppeln: II/I, I/P, II/P

## Geläut
Die Kirche verfügt über vier Glocken, die die Melodielinie eines Salve-Regina bilden. Die Glocken im Einzelnen:
| Nr. | Name                      | Material | Gussjahr | Gießer                | Gewicht [kg] | Schlagton |
| --- | ------------------------- | -------- | -------- | --------------------- | ------------ | --------- |
| 1.  | St. Josef u. Franz Xaver  | Bronze   | 1905     | Max Gugg, Straubing   | 980          | es1       |
| 2.  | Nikolaus                  | Bronze   | 1950     | Karl Hamm, Regensburg | 650          | g1        |
| 3.  | Barbara                   | Bronze   | 1950     | Karl Hamm, Regensburg | 400          | b1        |
| 4.  | Maria Königin d. Friedens | Bronze   | 1988     | Rudolf Perner, Passau | 300          | c2        |